# Luca Barilla
Luca Barilla (Milano, 12 maggio 1960) è un imprenditore italiano, vicepresidente del Gruppo Barilla.

## Biografia
Figlio di Pietro Barilla e fratello di Guido e di Paolo, è nato a Milano il 12 maggio 1960. Nel 1980 entra nell'azienda di famiglia e, dopo un periodo di studio negli Stati Uniti ed aver svolto il servizio militare nell'Arma dei Carabinieri, nel 1984 viene nominato product manager. Ha poi completato la formazione professionale a Parigi presso la consociata Barilla France. 
Nel maggio 1987 entra a far parte del consiglio di amministrazione del Gruppo Barilla e l'anno successivo viene nominato vicepresidente assieme al fratello Paolo, carica che mantiene tuttora.
Dal 1997 al 2008 (quando la società è stata ceduta a Sammontana) Luca Barilla è stato presidente di GranMilano, azienda leader in Italia nel settore della pasticceria e dei prodotti alimentari da ricorrenza.
Dal 2018, assieme alla moglie, ha comprato l'azienda delle Pastiglie Leone.
È sposato con Michela Petronio e padre di due figli, Sara (1997) e Pietro (1999) Barilla. La primogenita lo ha ispirato a realizzare, nel 2013, il nuovo "Ospedale dei bambini" di Parma, realizzato dalla Fondazione omonima composta da Barilla, Fondazione Cariparma, Impresa Pizzarotti.